# Chapelle Saint-Sébastien de Venanson
Pour les articles homonymes, voir Chapelle Saint-Sébastien.
La chapelle Saint-Sébastien, dite aussi chapelle Sainte-Claire est une chapelle catholique située en France sur le territoire de la commune de Venanson, dans le département des Alpes-Maritimes.
Elle fait l'objet d'un classement au titre des monuments historiques depuis 2000.

## Localisation
La chapelle est située dans le département français des Alpes-Maritimes, sur la commune de Venanson.

## Historique
L'édifice date de 1481. Il est classé au titre des monuments historiques le 26 mai 2000.

## Décoration
La chapelle Saint-Sébastien, dite chapelle Sainte-Claire du XVe siècle est l'un des ensembles les plus achevés de l'art niçois, entièrement couvert des fresques de Giovanni Baleison, remarquablement composées. Le peintre a daté la fin de réalisation des fresques du 26 juillet 1481 : Anno Domini MCCCCLXXXI die 26 Julli. Han capellem fecit fieri communitas. Venansonii-ad honorem Dei Sanctissime. Virginis Mariae Matris eius et Sanctis...dominus Guilhelmus coni...tavit et ordi (navit)...Baleison....habit...

La chapelle a probablement été construite à l'entrée du village pour le protéger de la peste de 1467.
 

Sur le fond de la chapelle, le Christ en Croix entre Notre-Dame et saint Jean l'Évangéliste. Dessous, entre saint Grat, évêque d'Aoste, et saint Roch, le martyre de saint Sébastien entre deux archers qui le percent de flèches.

Sous la voûte, Baleison a peint douze scènes du martyre de saint Sébastien à l'époque de Dioclétien. En partie inférieure, les saints et saints protecteurs et la frise des vertus :
- Partie gauche :
  - demi-voûte bande supérieure, vie de saint Sébastien :
    - Sébastien à genoux est fait chevalier par l'empereur Dioclétien,
    - Sébastien visite et bénit les frères chrétiens emprisonnés Marc et Marcellin,
    - Leurs épouses viennent les supplier d'abjurer pour sauver leurs vies

  - demi-voûte bande inférieure, vie de saint Sébastien :
    - Sébastien enseignant sa foi à des femmes agenouillées, parmi lesquelles se trouve sainte Zoé, épouse de Nicotraste,
    - Sébastien devant Dioclétien. L'empereur lui demande d'abjurer et Sébastien lui répond qu'il adore le vrai Dieu,
    - Dioclétien impose à Sébastien d'adorer les idoles. Il va les renverser.

  - partie inférieure du mur de gauche :
    - objets de la vie quotidienne,
    - fresque des saints protecteurs : sainte Appoline, sainte Barbe, saint Blaise et saint Laurent,
    - Fresque des Péchés capitaux, très effacée : l'Orgueil, l'Avarice, la Luxure, la Colère, la Gourmandise, l'Envie, la Paresse

- Partie droite, vie de saint Sébastien :
  - demi-voûte bande supérieure, vie de saint Sébastien :
    - Sébastien ramène à Dioclétien les flèches de son supplice et lui fait des reproches,
    - L'empereur fait bastonner à mort Sébastien,
    - Le corps de Sébastien est jeté dans une fosse en présence de sainte Lucine,

  - demi-voûte bande inférieure, vie de saint Sébastien :
    - Sainte Lucine fait retirer le corps de saint Sébastien de la fosse,
    - Elle le fait inhumer,
    - Scène d'épidémie ou de miracle.

  - partie inférieure du mur de droite :
    - Fresque des saints protecteurs de la communauté : saint Nicolas, saint Bernard des Alpes, saint Maur, sainte Catherine, sainte Marguerite, sainte Claire
    - La Bonne et la Mauvaise Prière,
    - Frise des Vertus : l'Humilité, la Chasteté, la Charité, la Fraternité, la Tempérance, la Patience, la Vigilance.

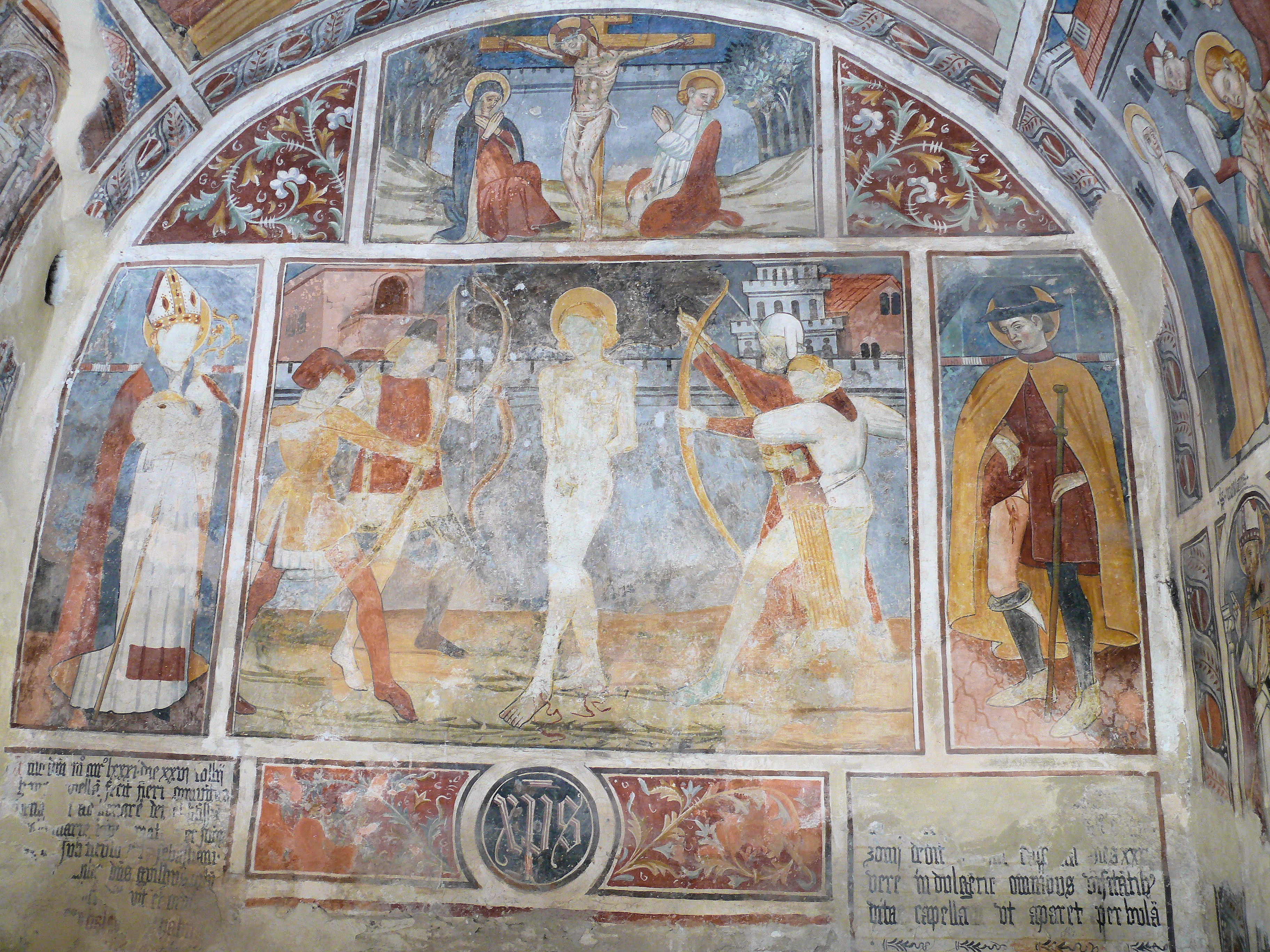
Supplice de saint Sébastien
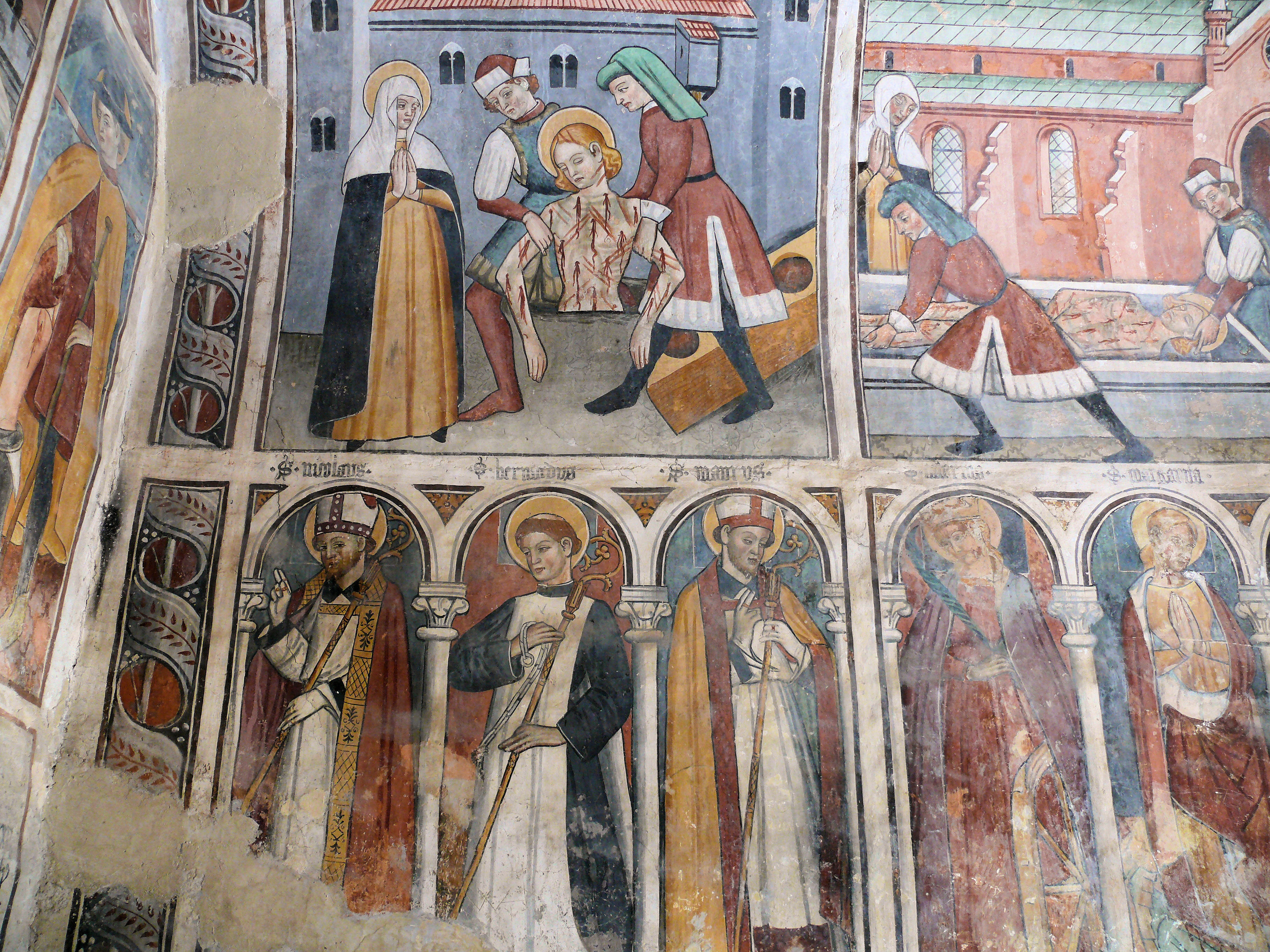
À gauche, saint Roch. Sainte Lucine fait retirer d'une fosse le corps de saint Sébastien, à droite, elle le fait inhumer. Dessous, fresque des saints et saintes protecteurs
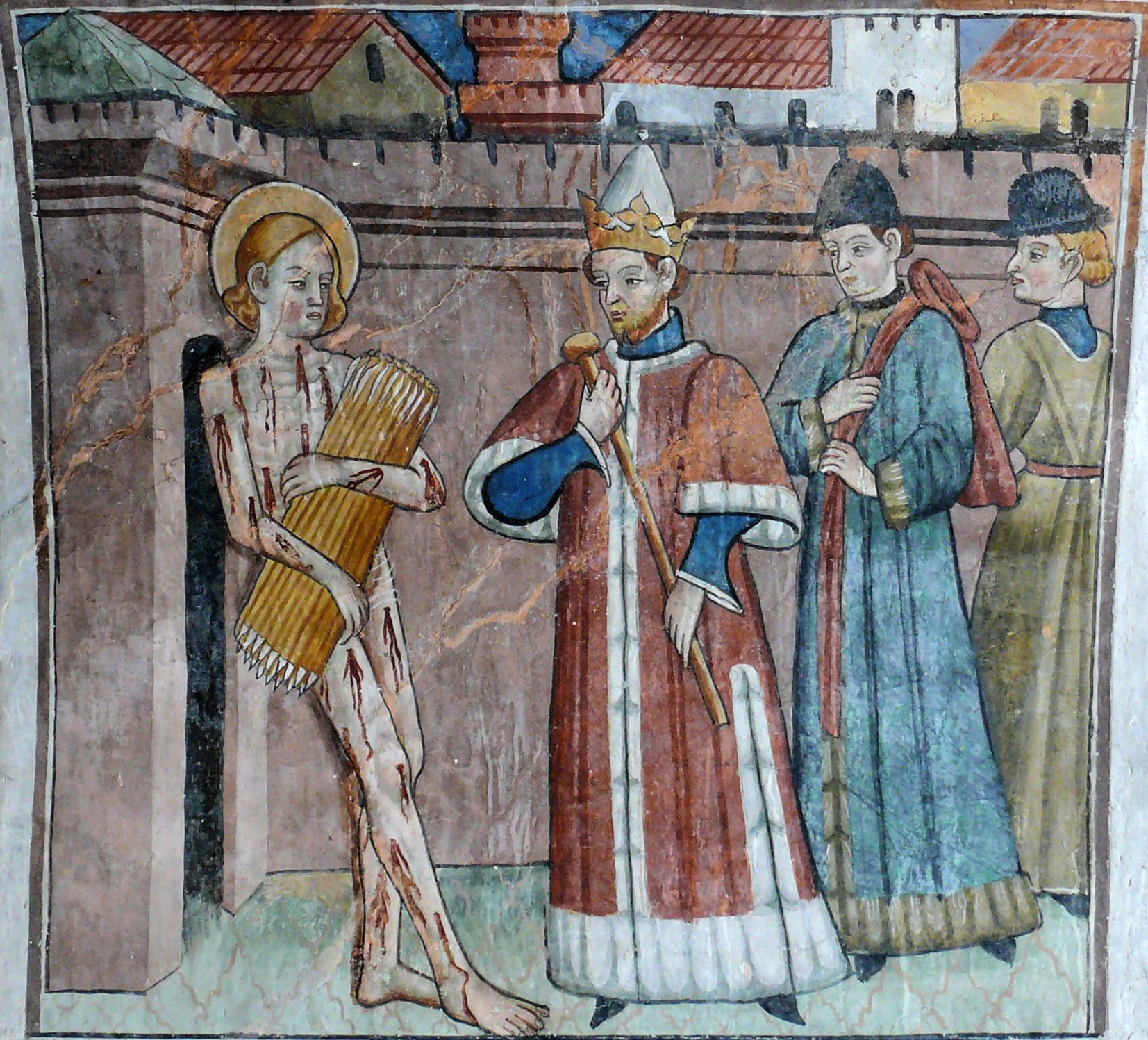
Saint Sébastien ramène les flèches à Dioclétien et lui reproche sa conduite
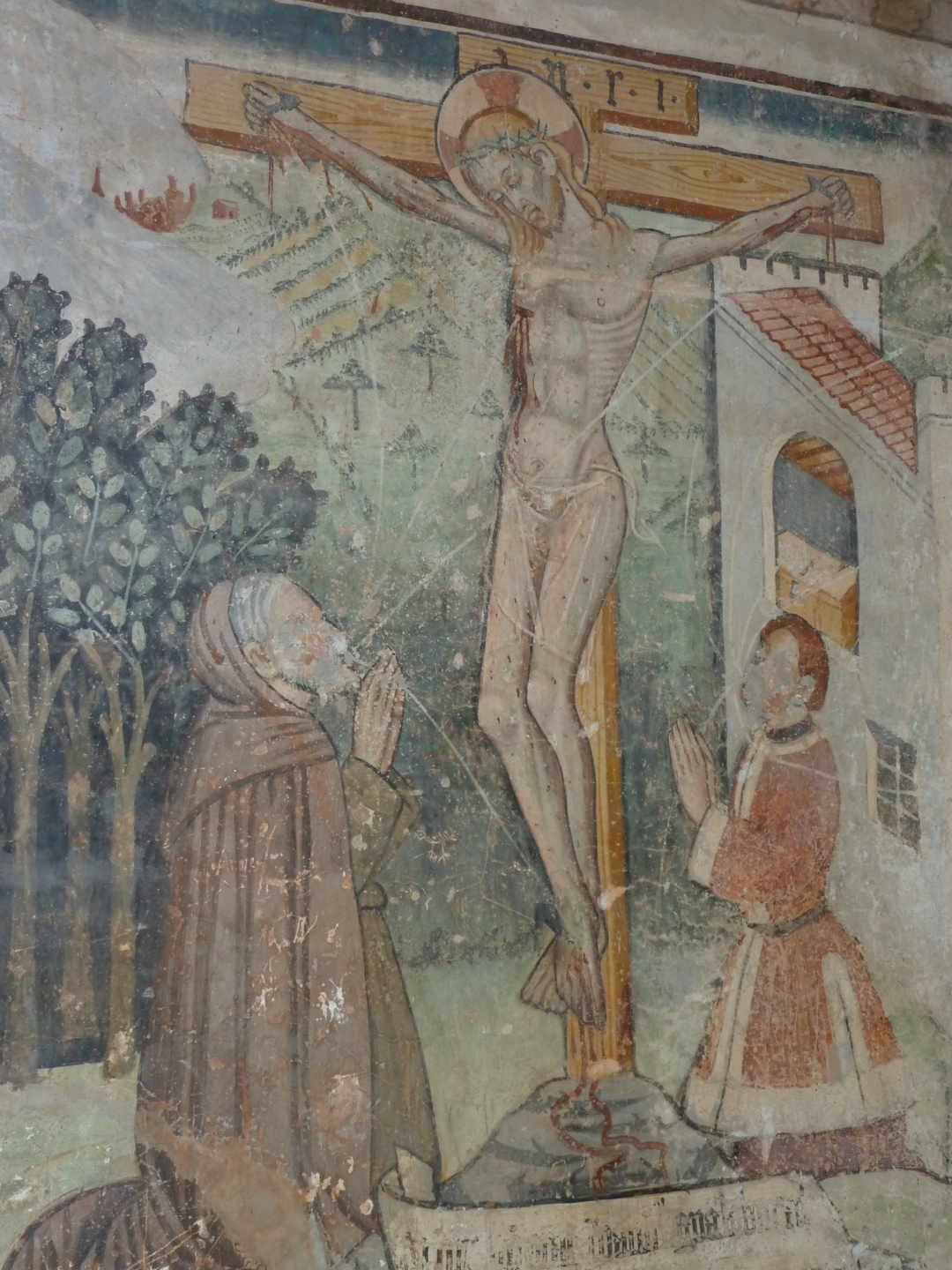
La Bonne et la Mauvaise Prière